# جان کندریک (کاپیتان نیروی دریایی آمریکا)
جان کندریک (انگلیسی: John Kendrick; ۱ ژانویهٔ ۱۷۴۰ – ۱۲ دسامبر ۱۷۹۴) کاپیتان دریایی آمریکایی در طول جنگ انقلاب آمریکا بود، و در اکتشاف و تجارت خز دریایی در شمال غربی آرام در کنار رابرت گری زیردست خود شرکت داشت.